# Großsteingrab Wessenstedt
Das Großsteingrab Wessenstedt war eine megalithische Grabanlage der jungsteinzeitlichen Trichterbecherkultur bei Wessenstedt, einem Ortsteil von Natendorf im Landkreis Uelzen (Niedersachsen). Es wurde im 19. Jahrhundert zerstört. Das Grab befand sich westlich des Ortes. Es wurde in den 1840er Jahren durch Georg Otto Carl von Estorff dokumentiert, aber nicht näher beschrieben. Über Ausrichtung, Maße und Grabtyp liegen keine Informationen vor. Aus der Kartensignatur geht lediglich hervor, dass es ein rechteckiges Hünenbett besessen hatte.